# Cap Colonna
Pour les articles homonymes, voir Cap Colonna (homonymie).
Le cap Colonna est un cap italien, en Calabre, à la pointe ouest du golfe de Tarente, à 10 km au sud-est de la ville de Crotone. C'est l'ancien promunturium Lacinium, cap Lacinium ou Lacinion, de l'Antiquité. On y trouve les vestiges du temple de Héra Lacinia, érigé au Ve siècle av. J.-C., temple qui fut comme le point de contact entre le culte de la Héra hellénique et celui de la Junon romaine (Dictionnaire des Antiquités grecques et romaines de Charles Victor Daremberg et Edmond Saglio). Selon l'historien Polybe, c'est à cet endroit qu' Hannibal fit graver sur une colonne de bronze un résumé de son expédition en Italie, avant de se réembarquer pour l'Afrique.
En 982, l'empereur Otton II y fut battu lors de la bataille du Cap Colonna par les Grecs alliés aux Sarrasins.

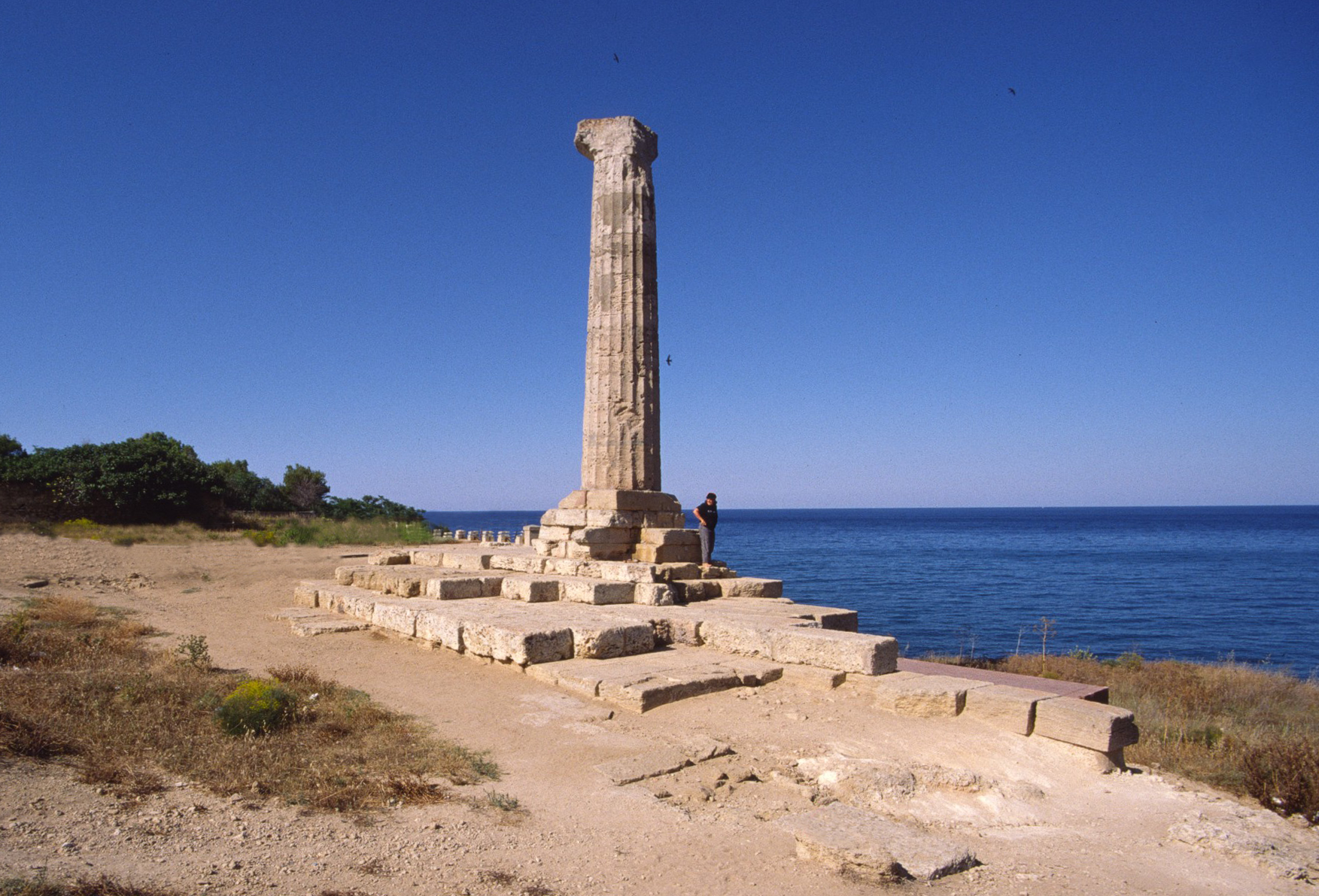
L'unique vestige du temple de Hera Lacinia.